# Isabelle-Augusta de Reuss-Greiz
 (octobre 2019).
Si vous disposez d'ouvrages ou d'articles de référence ou si vous connaissez des sites web de qualité traitant du thème abordé ici, merci de compléter l'article en donnant les références utiles à sa vérifiabilité et en les liant à la section « Notes et références ».
Isabelle-Augusta de Reuss Greiz, née à Oberschloss (Suisse) le 7 août 1752 et décédée à Hachenbourg (Allemagne) le 10 octobre 1824, est la fille du comte Henri XI Reuss-Greiz (1722-1800) et de la comtesse Conradine de Reuss-Kostritz (1719-1770).

## Biographie
Le 1er juin 1771 elle se marie à Obergreiz avec Guillaume-Georges de Kirchberg (1751-1777), fils de Guillaume-Louis de Kirchberg (1709-1751) et de la comtesse Louise de Salm-Dhaun (1721-1791). De ce mariage nait :
- Louise-Isabelle de Kirchberg (1772-1827), mariée avec le prince Frédéric-Guillaume de Nassau-Weilbourg (1768-1816).